# تاكاو دوي
تاكاو دوي (باليابانية: 土井隆雄) (و. 1954 – م) هو رائد فضاء، ومهندس من اليابان . ولد في طوكيو .

## ريادة الفضاء
شارك في المهمات الفضائية:
- STS-123
- STS-87.

## التعليم
تعلم في جامعة رايس، وجامعة طوكيو